# Both János
Bajnai Both János (fl. 1481–1493), Dalmát Horvát és Tótország bánja 1493-ban, Illíria kormányzója, hadvezér, földbirtokos.

## Élete

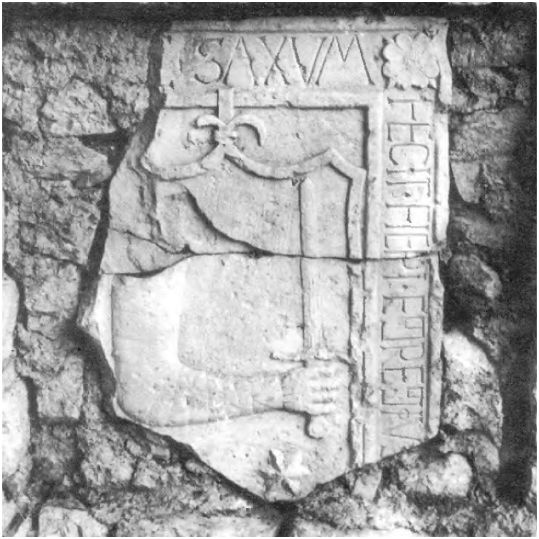
A bajnai Both család címere; a mára elpusztult Nagykanizsa melletti botszentgyörgyi vár díszítése.

A nemesi származású bajnai Both családnak a sarja. Apja bajnai Both István (fl. 1451–1479), királyi ember, földbirtokos, Pálóczi György esztergomi érsek familiárisa. Fivére bajnai Both András (fl. 1479–1510), Dalmát Horvát és Tótország bánja 1482-ben, majd 1504 és 1507 között, és végül 1510-ben, Ung és Zemplén vármegyék főispánja, földbirtokos.
A 15. század végén Botszentgyöngy Csapi Apollónia hozományaként került bajnai Both János birtokába. A Mátyás király alatt felemelkedő új főnemességhez tartozó Both testvérek 1480 őszén kaptak erődített kastély építésére engedélyt a királytól, bár akkor még nem döntötték el, somogyi vagy zalai birtokaikon építsenek castellumot. Az építkezés 1481-ben már folyt, amit egy fennmaradt oklevélből tudunk: Both János és András fát vitettek az épülő kastélyukhoz. Dalmát Horvát és Tótország bánjaként szolgált 1493-ban Derencsényi Imre mellett. 1493-ban Brinje vár védelmében az ellenség golyója által veszti életét.

## Házassága és leszármazottjai
Feleségül vette eszéni és polyánkai Csapy Apolónia (fl. 1492–1500) kisasszonyt, akinek az szülei eszéni és polyánkai Csapy András (fl. 1441–1468), Zala vármegye alispánja, szentgyörgy várának a kapitánya, földbirtokos és rajki Rajky Ilona (fl. 1456–1468) voltak. Az apai nagyszülei eszéni és polyánkai Csapy Miklós, földbirtokos és istvándi Garázda Margit (fl. 1453) voltak. Az apai dédszülei Csapy Tamás és Tárkői Klára voltak. Csapy András 1418. március 19-én adományban szerzett címert a sárkányrend jelvényével együtt Zsigmond királytól hűsége és több hadiérdemei jutalmául. Both János és Csapy Apollónia frigyéből született:
- Both János (fl. 1492–1521), nándorfehérvári kapitány, földbirtokos. Neje: alsólendvai Bánffy Margit (fl. 1492-1497), akinek a szülei alsólendvai Bánffy Miklós (fl. 1453 †1501), ajtónállómestere, és herceg Sagan Margit.
- Both Ferenc (fl. 1492–1526), Szlavónia adószedője, hadvezér, földbirtokos. Neje: németújvári Batthyány Ágnes (fl. 1508–1526), akinek a szülei németújvári Batthyány Boldizsár (fl. 1452-1520), alországbíró és Grebeni Hermanfi László alnádornak a lánya, Ilona.[3] Both Ferenc és Batthyány Ágnes fia: bajnai Both György (fl. 1508–†1552), zalai adószedő, hadvezér, földbirtokos.